# Història de la informàtica
La història de la informàtica va començar molt abans de la moderna disciplina de ciències de la computació que va sorgir al segle xx, i s'insinua als segles anteriors. La progressió de les invencions mecàniques, el seu desenvolupament va ser gran que la ciència de la computació es va separar de les matemàtiques va formar un gran camp acadèmic i la base d'una indústria mundial massiva.

## Primers passos
La primera eina coneguda per al seu ús en el càlcul va ser l'àbac, desenvolupat en el període 2700-2300 AC a Sumèria. L'àbac de Sumèria consistia en una taula de columnes successives que delimiten les ordres successives de magnitud del seu sistema de numeració sexagesimal. El seu estil original d'ús era per les línies traçades a la sorra amb còdols. Àbacs d'un disseny més modern encara s'utilitzen com a eines de càlcul actualment.
El Mecanisme d'Anticitera es creu que és el primer ordinador analògic mecànic conegut. Va ser dissenyat per calcular les posicions astronòmiques. Va ser descobert el 1901 al naufragi d'Antikythera fora de l'illa grega d'Antikythera, entre Citera i Creta, i s'ha datat 100 anys abans de Crist. Artefactes tecnològics de complexitat similar no van reaparèixer fins al segle xiv, quan els rellotges astronòmics mecànics van aparèixer a Europa.
Els dispositius mecànics de computació analògica van aparèixer uns mil anys després al món islàmic medieval. Exemples de dispositius d'aquest període inclouen l'Equatorium per Arzachel, l'Astrolabi mecànic d'engranatges d'Abu Rayhan al-Biruni, i el Torquetumpor Jabir ibn Aflah. Els enginyers musulmans van construir una sèrie d'autòmats, incloent-hi alguns autòmats musicals que podien ser "programats" per reproduir diferents patrons musicals. Aquests dispositius van ser desenvolupats pels germans Banu Musa Al-Jazari. Matemàtics musulmans també van fer importants avenços en la criptografia, com el desenvolupament de la criptoanàlisi i anàlisi de freqüència per Alkindus.
Quan John Napier descobreix els logaritmes per a fins de càlcul al segle 1841 va suscitar un període de progrés considerable pels inventors i els científics en la fabricació d'eines de càlcul. El 1623 Wilhelm Schickard va dissenyar una màquina de calcular, però va abandonar el projecte, quan el prototip que havia començat a construir va ser destruït per un incendi el 1624. Cap a 1640, Blaise Pascal, un matemàtic francès de renom, va construir el primer dispositiu mecànic per sumar sobre la base d'un disseny descrit per Herón d'Alexandria, matemàtic grec. Aleshores el 1672 Gottfried Wilhelm Leibniz va inventar la màquina de Leibniz que va completar el 1695.
El 1837 Charles Babbage va descriure per primera vegada la seva Màquina Analítica que s'accepta com el primer disseny d'un ordinador modern. La màquina analítica tenia una memòria expandible, una unitat aritmètica i lògica de les capacitats de processament capaces d'interpretar un llenguatge de programació amb bucles i bifurcacions condicionals. Tot i que mai no es va construir, el disseny s'ha estudiat àmpliament i s'entén que és Turing completa. El motor analític hauria tingut una capacitat de memòria de menys de 1 kilobyte i una velocitat de rellotge de menys de 10 Hertz.
Un avenç considerable en les matemàtiques i la teoria electrònica va ser requerit abans que els primers ordinadors moderns poguessin ser dissenyades.

## Lògica Binària
El 1703, Gottfried Wilhelm Leibniz va desenvolupar la lògica en un sentit matemàtic formal, amb els seus escrits sobre el sistema de numeració binari. En el sistema, els uns i els zeros també representen els valors veritables i falsos o els estats apagat i encès. Però va haver de passar més d'un segle abans que George Boole publiqués el seu àlgebra de Boole el 1854 amb un sistema complet que va permetre que els processos computacionals poguessin ser matemàticament modelables.
Per aquell temps, els primers dispositius mecànics que funcionaven amb un patró binari s'havien inventat. La revolució industrial havia impulsat la mecanització de moltes tasques, i això incloïa el teixit. El teler controlat per targetes perforades de Joseph Marie Jacquard el 1801, on un forat perforat a la targeta indica un u binari i un lloc sense perforar indica un zero binari. El teler de Jacquard estava lluny de ser un ordinador, però sí que posava de manifest que les màquines podien ser controlades pels sistemes binaris.

## El naixement de les Ciències de la Computació
Abans de la dècada de 1920, els computadors eren empleats humans que realitzaven els càlculs. Estaven generalment sota la direcció d'un físic. Milers de computadors treballaven al comerç, al govern i als centres de recerca. La majoria d'aquests computadors eren dones, i eren coneguts per tenir un grau en càlcul. Alguns fent càlculs d'astronomia per als calendaris. mentida
Després de la dècada de 1920, l'expressió màquina de computació feia referència a qualsevol màquina que fes el treball d'un computador humà, especialment els realitzats de conformitat amb els mètodes eficaços de la tesi de Church-Turing. La tesi establia que un mètode matemàtic és eficaç si es podrien enunciar com una llista d'instruccions que puguin ser seguits per un empleat humà amb llapis i paper, durant el temps que calgui, i sense enginy ni idea.
Les màquines que calculaven amb valors continus es coneixien com de tipus analògic. Aquestes feien servir una maquinària que representava quantitats numèriques contínues, com l'angle de rotació d'un eix o diferència de potencial elèctric.
Les màquines digitals, en contrast a les analògiques, van ser capaces de representar un estat d'un valor numèric i emmagatzemar cada dígit individual. Les màquines digitals feien servir motors de diferència o relés abans de la invenció de dispositius de memòria més ràpids.
La frase màquina de computació gradualment va desaparèixer, després de la dècada de 1940, a només ordinador o ordinador. Aquests equips van ser capaços de fer els càlculs que es van realitzar pels empleats humans anteriors.
Atès que els valors emmagatzemats a les màquines digitals no estaven relacionats amb propietats físiques com els dispositius analògics, un ordinador lògic, basat en equips digitals, era capaç de fer qualsevol cosa que podria ser descrit "purament mecànic." La teòrica Màquina de Turing, creada per Alan Turing, és un dispositiu hipotètic teoritzat per estudiar les propietats d'aquest maquinari.

## Sorgiment d'una disciplina

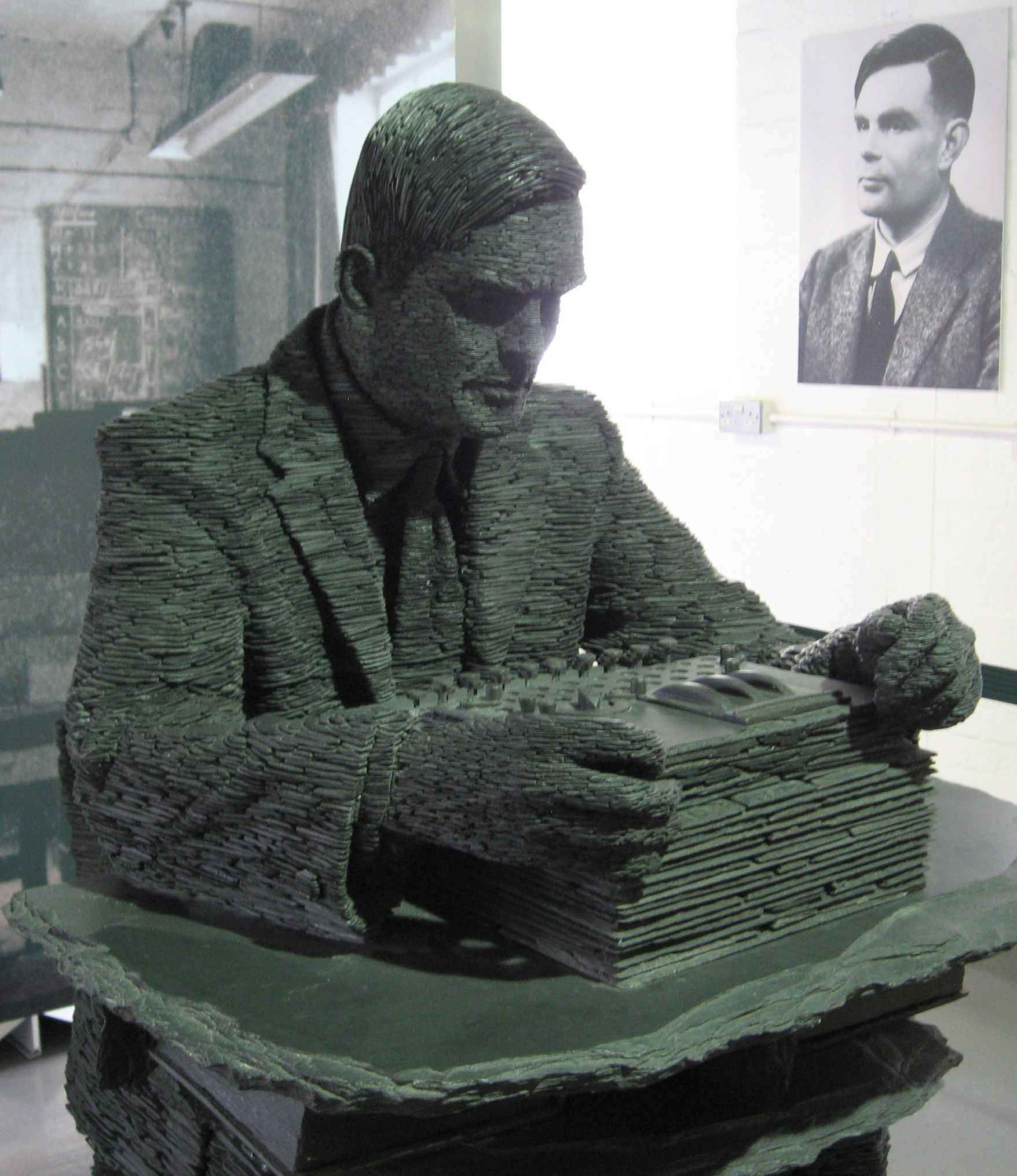
Estàtua d'Alan Turing

Els fonaments matemàtics de la ciència actual de la computació van ser proposats per Kurt Gödel amb el seu teorema d'incompletitud (1931). En aquest teorema, va demostrar que hi havia límits a allò que pot ser provat i refutat dins un sistema formal. Això va conduir que Gödel i altres treballessin per definir i descriure aquests sistemes formals, incloent conceptes com a funcions recursives i el càlcul lambda.
1936 va ser un any clau per a les ciències de la computació. Alan Turing i Alonzo Church independentment, i també junts, van presentar la formalització d'un algorisme, amb límits en allò que pot ser calculat, i un model "purament mecànic" per a la computació. Aquests temes són coberts de manera que ara s'anomena la tesi de Church-Turing, una hipòtesi sobre la naturalesa de dispositius de càlcul mecànics, com els equips electrònics. La tesi afirma que qualsevol càlcul que sigui possible es pot fer per un algorisme que s'executa en un ordinador, a condició que el temps i l'espai d'emmagatzematge es troben disponibles.
Turing també es presenta amb la tesi duna descripció de la màquina de Turing. Una màquina de Turing té una cinta de longitud infinita i un capçal de lectura/escriptura, que es pot moure al llarg de la cinta, canviant els valors al llarg del camí. És evident que aquesta màquina mai no podria ser construïda, però, el model pot simular el còmput d'un algorisme que pot ser executat en un equip modern.
Turing és tan important per a la informàtica que el seu nom també apareix al Premi Turing i la prova de Turing. Ell va contribuir en gran manera que els britànics poguessin reeixidament trencar codis secrets a la Segona Guerra Mundial, i va continuar en el disseny d'ordinadors i programari a través de la dècada de 1940, però es va suïcidar el 1954.
En un simposi a gran escala de màquines digitals a Cambridge, Turing va dir: "Estem tractant de construir una màquina per fer tot tipus de coses diferents, simplement mitjançant la programació en lloc de mitjançant l'addició d'un aparell extra".

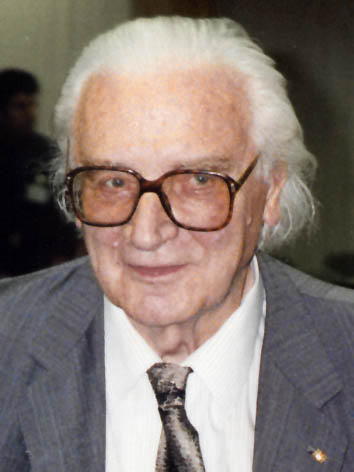
Konrad Zuse el 1992

El 1941, Konrad Zuse va desenvolupar el primer programa funcional controlat per un equip Turing-complet, el Z3. Zuse, es va destacar també per la màquina de calcular S2, considerat el primer procés controlat per ordinador. Ell va fundar una de les primeres empreses informàtiques l'any 1941, amb la producció del Z4, que es va convertir en el primer ordinador comercial. El 1946, va dissenyar la primera trobada d'alt nivell de llenguatge de programació, Plankalkül. El 1969, Zuse va suggerir el concepte d'un univers basat en el càlcul al seu llibre Rechnender Raum.
El 1948, el primer ordinador pràctic que podria executar programes emmagatzemats, basat en el model de la màquina de Turing, havia estat construït - el Bebe Manchester (Manchester Baby).
El 1950, el Laboratori Nacional de Física de Gran Bretanya va completar Pilot ACE, un ordinador de petita escala programable, basada en la filosofia de Turing.

## Shannon i la teoria de la informació
Abans i durant la dècada de 1930, els enginyers elèctrics van ser capaços de construir circuits electrònics per resoldre problemes matemàtics i de la lògica, però la majoria ho va fer d'una manera ad hoc, sense rigor teòric. Això va canviar amb la publicació de Claude Elwood Shannon, de les seves tesis de mestratge el 1937, Una Anàlisi Simbòlica de relés i circuits de commutació. Al mateix temps que va a unes classes de pregrau de filosofia, Shannon havia estat exposat a l'obra de Boole, i va reconèixer que podria ser utilitzada per organitzar els relés electromecànics (després s'utilitzen en telèfons commutadors d'encaminament) per resoldre problemes de lògica. Aquest concepte, de la utilització de les propietats dels interruptors elèctrics per fer la lògica, és el concepte bàsic subjacent a tots els equips electrònics digitals, i la seva tesi es va convertir en la base de disseny pràctic de circuits digitals quan es va fer àmpliament conegut entre la comunitat d'enginyeria elèctrica durant i després de la Segona Segona Guerra Mundial.
Shannon va passar a fundar el camp de la teoria de la informació amb el seu llibret titulat Una teoria matemàtica de la comunicació publicat el 1948, en el que va aplicar la teoria de la probabilitat per al problema de com codificar millor la informació que l'emissor vol transmetre. Aquest treball és un dels fonaments teòrics per a moltes àrees d'estudi, incloent la compressió de dades i criptografia.

## Wiener i la Cibernètica
A partir d'experiments amb sistemes antiaeris que interpretaven les imatges de radar per detectar avions enemics, Norbert Wiener va encunyar el terme cibernètica de la paraula grega que significa "timoner". Va publicar "Cibernètica" el 1948, que va influir en la intel·ligència artificial. Wiener també va comparar còmput, màquina de còmput, dispositius de memòria, i altres similituds cognitives amb la seva anàlisi de les ones cerebrals.
La primera fallada (bug) real d'un ordinador va ser una arna. La qual va ser atrapada enmig dels relés al Harvard Mark II.